# Maravilha (álbum)
Maravilha é o primeiro disco da cantora Mara Maravilha, lançado em 1 de fevereiro de 1987.

## Antecedentes
Mara Maravilha começou a apresentar programas infantis aos 8 anos de idade na TV Itapoã, emissora local na Bahia. Anterior ao lançamento do LP Maravilha, a cantora já havia lançado 3 compactos pela EMI-Odeon, voltados para o público adolescente e adulto. Após o lançamento do terceiro compacto, "Seja Mais Você", Mara começa a ganhar projeção nacional ao participar de programas da TVS.
Sob o selo da EMI-Odeon, antes de apresentar o Show Maravilha, Mara planejava lançar seu álbum de estreia. Em divulgação a esse álbum, duas canções foram trabalhadas por Mara durante o ano de 1986: "Eu Quero Mais é Debochar" e "Um Grande Amor".
Com lançamento previsto para 1986, Mara Maravilha descarta o álbum "Simplesmente Mara", produzido por Paulo Debétio. O álbum era composto por faixas adultas e românticas, incompatíveis com um programa infantil. Em 2022, com o título de "Um Grande Amor", o álbum engavetado de 1986 é lançado oficialmente nas plataformas digitais pela Universal Music, detentora dos fonogramas da extinta EMI Records Brasil.

## Produção e gravação
O álbum Maravilha foi produzido para acompanhar a estreia de Mara Maravilha como apresentadora infantil na TVS com o programa Show Maravilha.
Em entrevista para o Jornal do Commercio de Manaus, a cantora descreve o álbum como uma celebração da diversidade cultural brasileira, incorporando elementos de ritmos como o frevo, a salsa boliviana e o reggae jamaicano. A cantora baiana enfatizou que o disco foi uma realização pessoal, com um envolvimento direto em todas as etapas do processo criativo, desde a seleção de compositores e músicos até os arranjos finais.
Além disso, Mara destacou que o álbum não foi concebido exclusivamente para o público infantil. Segundo a artista, o objetivo do disco era atender aos mais variados gostos musicais, representando o Brasil em sua essência, com doses de irreverência e tropicalidade que refletem sua identidade artística.
A canção "Coração na Mão", presente no álbum descartado "Um Grande Amor", foi inclusa na lista de faixas do álbum "Maravilha" recebendo novos elementos com produção de Guti Carvalho.

## Singles
A canção "Amigo é" é uma colaboração com o cantor Roy do grupo Menudo e foi lançada como lado B de um compacto promocional duplo com a faixa "Um Vampirinho" do grupo Os Abelhudos. A canção "Maravilha" foi utilizada como tema de abertura do programa Show Maravilha de 1987 até 1994. Um videoclipe para a canção "Vem Brincar Comigo" foi gravado no Playcenter.

## Lançamento e divulgação
Maravilha foi lançado em 1 de fevereiro de 1987 pela EMI-Odeon, nos formatos de LP e cassete. Todas as canções do álbum foram apresentadas no programa Show Maravilha, comandado pela cantora. A canção "Amigo É" foi apresentada no programa Raul Gil em 1987.
Em 2021, o álbum foi relançado pela primeira vez em CD com uma tiragem de 200 cópias apresentando canções remasterizadas e artes inéditas.

## Desempenho comercial
Segundo o Jornal do Comércio, o álbum rendeu o primeiro disco de ouro da cantora por 100 mil cópias vendidas após 3 meses de lançamento. Em 1992, o álbum já registrava vendas superiores a 500 mil unidades.

## Lista de faixas
- Créditos adaptados do encarte do CD.[5]| N.º | Título                                                | Compositor(es)                                 | Duração |  |
| 1.  | "Vem Brincar Comigo"                                  | - Renato Correa - Alceu Maia                   | 4:00    |  |
| 2.  | "Deu A Louca Nos Bichos"                              | - Alex Solnik - Sérgio Mello                   | 3:12    |  |
| 3.  | "Amigo É (Part. Roy)"                                 | - Mair - Renato Barbosa                        | 2:32    |  |
| 4.  | "Sapeca"                                              | - Aroldo Macedo - Maria Vasco                  | 3:50    |  |
| 5.  | "Beijoca Açucarada"                                   | - Mara - Marileide - Paulinho - Jorginho Gomes | 2:48    |  |
| 6.  | "Maravilha"                                           | - Renato Barbosa                               | 3:46    |  |
| 7.  | "Bola de Cristal (Part. Baby Consuelo E Pepeu Gomes)" | - Guilher. Maia - Fern. Moura - Fred Góes      | 3:50    |  |
| 8.  | "Chocrível"                                           | - Renan - Antonio Maria - Mara                 | 3:00    |  |
| 9.  | "Rock da Mamãe"                                       | - Renan - Antonio Maria - Mara                 | 2:54    |  |
| 10. | "Chuva de Estrelas"                                   | - Carlos Pitta                                 | 2:52    |  |
| 11. | "Coração Na Mão"                                      | - Michael Sullivan - Paulo Massadas            | 4:00    |  |
| 12. | "Hoje É Seu Dia"                                      | - Fred Góes - Armandinho                       | 2:50    |  |